# Hohenzollernstraße 44 (Mönchengladbach)

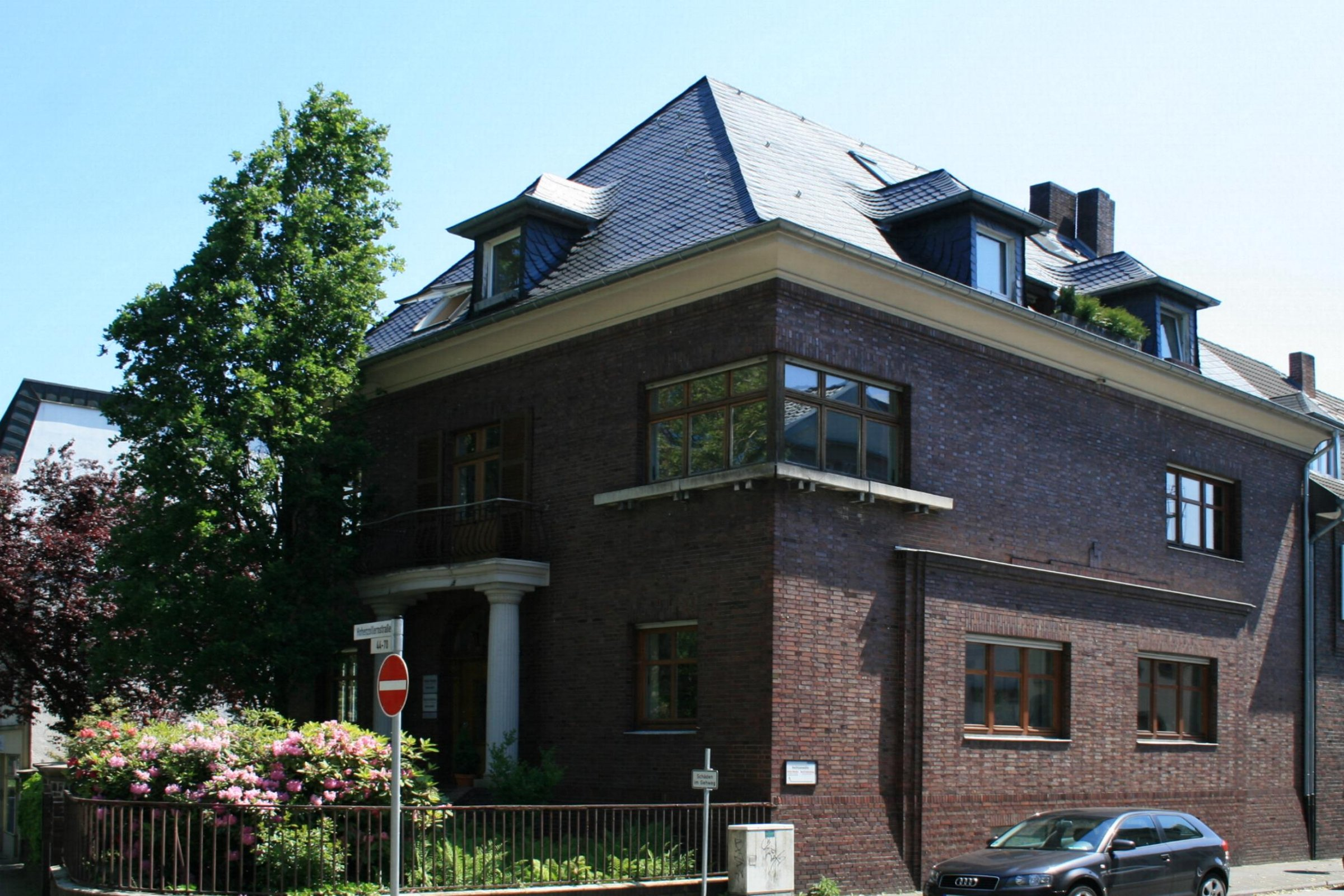
Stadtvilla (2010)

Die Stadtvilla Hohenzollernstraße 44 steht in Mönchengladbach (Nordrhein-Westfalen).
Das Gebäude wurde 1936/37 erbaut. Es wurde unter Nr. H 038  am 2. Juni 1987 in die Denkmalliste der Stadt Mönchengladbach eingetragen.

## Architektur
Die zweigeschossige Halbvilla wurde in den Jahren 1936/1937 errichtet.